# Sport-Club Düdingen 2017-2018
Questa voce raccoglie le informazioni riguardanti lo Sport-Club Düdingen nelle competizioni ufficiali della stagione 2017-2018.

## Stagione
Nella stagione 2017-2018 il Düdingen, allenato da Martin Lengen, Joël Durret e Daniel Monney, concluse il campionato di 1ª Lega al 13º posto e fu retrocesso in Seconda Lega interregionale. In Coppa Svizzera il Düdingen fu eliminato al primo turno dal Münsingen.

## Rosa
| N. |                           | Ruolo | Calciatore         |
| -- | ------------------------- | ----- | ------------------ |
| 1  | Francia (bandiera)        | P     | Maxime Brenet      |
| 2  | Svizzera (bandiera)       | D     | Jannik Rytz        |
| 2  | Svizzera (bandiera)       | C     | Yves Boschung      |
| 3  | Svizzera (bandiera)       | C     | Nando Sommer       |
| 4  | Svizzera (bandiera)       | D     | Fabian Suter       |
| 5  | Svizzera (bandiera)       | D     | Flavio Cassarà     |
| 6  | Francia (bandiera)        | C     | Aurélien Ziegler   |
| 7  | Montenegro (bandiera)     | A     | Adan Rebronja      |
| 8  | Svizzera (bandiera)       | C     | Frédéric Piller    |
| 9  | Senegal (bandiera)        | A     | Ndiaw Ndiaye       |
| 10 | Rep. del Congo (bandiera) | C     | Elie Dindamba      |
| 11 | Rep. del Congo (bandiera) | A     | Dylann Nyangi      |
| 12 | Francia (bandiera)        | D     | Yannick Moussa     |
| 13 | Svizzera (bandiera)       | C     | Christoph Catillaz |
| 14 | Svizzera (bandiera)       | D     | Loïc Marmier       |

| N. |                          | Ruolo | Calciatore      |
| -- | ------------------------ | ----- | --------------- |
| 15 | Camerun (bandiera)       | A     | Steve Mballa    |
| 16 | Svizzera (bandiera)      | C     | Cedric Portmann |
| 17 | Svizzera (bandiera)      | C     | Lionel Buntschu |
| 18 | Romania (bandiera)       | C     | Robyn Chirita   |
| 19 | Svizzera (bandiera)      | D     | Jan Bürgy       |
| 19 | Svizzera (bandiera)      | C     | Gëzim Shalaj    |
| 20 | Montenegro (bandiera)    | D     | Elvis Ćorović   |
| 22 | Svizzera (bandiera)      | P     | Kai Stampfli    |
| 23 | Liechtenstein (bandiera) | D     | Jens Hofer      |
| 24 | Svizzera (bandiera)      | A     | Marco Fasel     |
|    | Svizzera (bandiera)      | P     | Luca Aebischer  |
|    | Svizzera (bandiera)      | P     | Simon Perler    |
|    | Svizzera (bandiera)      | D     | Dennis Graf     |
|    | Svizzera (bandiera)      | C     | David Ragonesi  |

## Organigramma societario
Area tecnica
- Allenatore: Daniel Monney
- Allenatore in seconda:
- Preparatore dei portieri:
- Preparatori atletici:

## Calciomercato

### Sessione estiva
| Acquisti | Acquisti        | Acquisti           | Acquisti |
| R.       | Nome            | da                 | Modalità |
| -------- | --------------- | ------------------ | -------- |
| C        | Evan Melo       | Köniz              |          |
| P        | Maxime Brenet   | Yverdon            |          |
| C        | Lionel Buntschu | Farvagny/Ogoz      |          |
| C        | Karim Diarra    | Dardania Losanna   |          |
| C        | Elie Dindamba   | Bulle              |          |
| A        | Maxime Mason    | Bulle              |          |
| A        | Ndiaw Ndiaye    | La Sarraz-Eclépens |          |
| A        | Dylann Nyangi   | Lucerna II         |          |
| C        | Kevin Pianaro   | La Sarraz-Eclépens |          |
| C        | David Ragonesi  | Young Boys U18     |          |
| A        | Yessin Sdiri    | Friburgo           |          |
| C        | Nando Sommer    | Plaffeien          |          |

| Cessioni | Cessioni       | Cessioni             | Cessioni |
| R.       | Nome           | a                    | Modalità |
| -------- | -------------- | -------------------- | -------- |
| A        | Maxime Mason   | Portalban/Gletterens |          |
| A        | Enzo Arevalo   | Sion II              |          |
| A        | Adan Rebronja  | Friburgo             |          |
| D        | Manuel Schwarz | Plaffeien            |          |
| C        | Fabian Stoller | Breitenrain          |          |

### Sessione invernale
| Acquisti | Acquisti         | Acquisti        | Acquisti |
| R.       | Nome             | da              | Modalità |
| -------- | ---------------- | --------------- | -------- |
| D        | Yannick Moussa   | Friburgo        |          |
| C        | Robyn Chirita    | Friburgo        |          |
| C        | Aurélien Ziegler | Racing Besançon |          |

| Cessioni | Cessioni        | Cessioni      | Cessioni |
| R.       | Nome            | a             | Modalità |
| -------- | --------------- | ------------- | -------- |
| A        | Yessin Sdiri    | Bulle         |          |
| C        | Kevin Pianaro   | Stade Payerne |          |
| C        | Karim Diarra    | Stade Payerne |          |
| A        | Fisnik Pajaziti | Farvagny/Ogoz |          |

## Risultati

### 1ª Lega

#### Girone di andata
| Arbitro: | Bontempelli |

|                      |           |            |
| Moussilou 79’ (rig.) | Marcatori | 21’ Ndiaye |

| Arbitro: | Turkes |

|              |           |                       |
| Catillaz 42’ | Marcatori | 3’ Lehmann 5’ Avdukic |

| Arbitro: | Hajdarevic |

|                         |           |                                            |
| Diarra 49’ Dindamba 76’ | Marcatori | 19’ Tafaj 43’, 64’ Ukmata 73’, 89’ Rachane |

| Arbitro: | Schelb |

|                                    |           |            |
| Becirovic 38’ Costa 60’ Natoli 90’ | Marcatori | 55’ Nyangi |

| Arbitro: | Rogalla |

|            |           |  |
| Ćorović 7’ | Marcatori |  |

| Arbitro: | Ricci |

|                                     |           |                      |
| Dugourd 15’, 45’, 66’ Alaj 78’, 83’ | Marcatori | 2’ Diarra 86’ Nyangi |

| Arbitro: | Hürlimann |

|            |           |                      |
| Nyangi 48’ | Marcatori | 78’ (rig.) Argomenti |

| Arbitro: | Skalonja |

|              |           |  |
| Mehmetaj 31’ | Marcatori |  |

| Arbitro: | Tonini |

|              |           |                            |
| Buntschu 90’ | Marcatori | 4’, 45’ Camara 20’ Brahimi |

| Arbitro: | Huwiler |

|                                             |           |                                 |
| Cassarà 4’ (aut.) Rodrigues 21’ Efendić 90’ | Marcatori | 18’ Melo 19’ (rig.), 83’ Ndiaye |

| Arbitro: | Tasdemir |

|            |           |                          |
| Piller 15’ | Marcatori | 60’ Allaoui 80’ Begzadić |

| Arbitro: | Dégallier |

|                                           |           |  |
| Correia 9’ Vuzi 56’ Santos 69’ N'Silu 78’ | Marcatori |  |

| Düdingen 4 novembre 2017, ore 17:30 CET 13ª giornata | Düdingen    | 0 – 0 referto | Naters | Birchhölzli (365 spett.)\| Arbitro: \| Grundbacher \| |
| Arbitro:                                             | Grundbacher |               |        |                                                       |

#### Girone di ritorno
| Arbitro: | Odiet |

|                                      |           |                                     |
| Dindamba 23’ Diarra 44’ Buntschu 46’ | Marcatori | 27’, 89’ Dia 54’ Martins 87’ Diallo |

| Arbitro: | Huwiler |

|             |           |                   |
| Avdukic 89’ | Marcatori | 33’ (rig.) Ndiaye |

| Arbitro: | Thies |

|                                       |           |                              |
| Gabriele 17’ Lovato 87’ Goncalves 90’ | Marcatori | 45’ Ndiaye 68’, 80’ Rebronja |

| Düdingen 21 marzo 2018, ore 20:00 CET 17ª giornata | Düdingen  | 1 – 0 referto | Portalban/Gletterens | Birchhölzli (400 spett.) |
| \| \| \| \| \| Ćorović 40’ \| Marcatori \| \|      |           |               |                      |                          |
|                                                    |           |               |                      |                          |
| Ćorović 40’                                        | Marcatori |               |                      |                          |

| Arbitro: | Ljatifi |

|                            |           |  |
| Grossrieder 51’ Cabral 52’ | Marcatori |  |

| Düdingen 7 aprile 2018, ore 17:30 CEST 19ª giornata | Düdingen     | 0 – 0 referto | Étoile Carouge | Birchhölzli (300 spett.)\| Arbitro: \| Kanagasingam \| |
| Arbitro:                                            | Kanagasingam |               |                |                                                        |

| Arbitro: | Gentile |

|                                 |           |  |
| Marinković 11’ Kasai 40’ (rig.) | Marcatori |  |

| Arbitro: | Hajdarevic |

|                              |           |           |
| Nyangi 44’, 54’ Dindamba 55’ | Marcatori | 64’ Bozic |

| Arbitro: | Turkes |

|              |           |                                               |
| Monteiro 47’ | Marcatori | 6’, 20’ Nyangi 65’ Rytz 69’ Shalaj 90’ Ndiaye |

| Arbitro: | Dedukic |

|                              |           |               |
| Dindamba 22’, 30’ Nyangi 69’ | Marcatori | 35’ Rodrigues |

| Arbitro: | Tonini |

|                                      |           |                       |
| Begzadić 46’ Bersier 89’ Allaoui 90’ | Marcatori | 45’ Shalaj 61’ Nyangi |

| Arbitro: | Ricci |

|            |           |                             |
| Nyangi 39’ | Marcatori | 14’, 28’ Santos 90’ Poceiro |

| Arbitro: | Bannwart |

|                                                         |           |                           |
| Spahiu 65’, 70’ Badalli 79’ Stojanović 83’ Hrdlička 86’ | Marcatori | 4’ Nyangi 14’, 90’ Shalaj |

### Coppa Svizzera
| Arbitro: | Michael Brunner |

|                                                     |           |             |
| Dreier 7’ Dreier 55’, 66’ Hubacher 85’ Lavorato 90’ | Marcatori | 3’ Buntschu |

## Statistiche

### Statistiche di squadra
| Competizione   | Punti | In casa | In casa | In casa | In casa | In casa | In casa | In trasferta | In trasferta | In trasferta | In trasferta | In trasferta | In trasferta | Totale | Totale | Totale | Totale | Totale | Totale | DR  |
| Competizione   | Punti | G       | V       | N       | P       | Gf      | Gs      | G            | V            | N            | P            | Gf           | Gs           | G      | V      | N      | P      | Gf     | Gs     | DR  |
| -------------- | ----- | ------- | ------- | ------- | ------- | ------- | ------- | ------------ | ------------ | ------------ | ------------ | ------------ | ------------ | ------ | ------ | ------ | ------ | ------ | ------ | --- |
| 1ª Lega        | 22    | 13      | 4       | 3       | 6       | 18      | 22      | 13           | 1            | 4            | 8            | 21           | 34           | 26     | 5      | 7      | 14     | 39     | 56     | -17 |
| Coppa Svizzera | -     | 0       | 0       | 0       | 0       | 0       | 0       | 1            | 0            | 0            | 1            | 1            | 5            | 1      | 0      | 0      | 1      | 1      | 5      | -4  |
| Totale         | 22    | 13      | 4       | 3       | 6       | 18      | 22      | 14           | 1            | 4            | 9            | 22           | 39           | 27     | 5      | 7      | 15     | 40     | 61     | -21 |

### Andamento in campionato
| Giornata  | 1 | 2  | 3  | 4  | 5  | 6  | 7  | 8  | 9  | 10 | 11 | 12 | 13 | 14 | 15 | 16 | 17 | 18 | 19 | 20 | 21 | 22 | 23 | 24 | 25 | 26 |
| --------- | - | -- | -- | -- | -- | -- | -- | -- | -- | -- | -- | -- | -- | -- | -- | -- | -- | -- | -- | -- | -- | -- | -- | -- | -- | -- |
| Luogo     | T | C  | C  | T  | C  | T  | C  | T  | C  | T  | C  | T  | C  | C  | T  | T  | C  | T  | C  | T  | C  | T  | C  | T  | C  | T  |
| Risultato | N | P  | P  | P  | V  | P  | N  | P  | P  | N  | P  | P  | N  | P  | N  | N  | V  | P  | N  | P  | V  | V  | V  | P  | P  | P  |
| Posizione | 6 | 11 | 13 | 13 | 12 | 12 | 13 | 14 | 14 | 14 | 14 | 14 | 14 | 14 | 14 | 14 | 14 | 14 | 14 | 14 | 14 | 13 | 13 | 13 | 13 | 13 |

Legenda:

Luogo: C = Casa; T = Trasferta. Risultato: V = Vittoria; N = Pareggio; P = Sconfitta.

### Statistiche dei giocatori
| L. Aebischer | 0  | 0  | 0 | 0 |
| Y. Boschung  | 1  | 0  | 0 | 0 |
| M. Brenet    | 13 | 0  | 0 | 0 |
| L. Buntschu  | 7  | 2  | 0 | 0 |
| J. Bürgy     | 0  | 0  | 0 | 0 |
| F. Cassarà   | 13 | 0  | 5 | 0 |
| C. Catillaz  | 23 | 1  | 1 | 0 |
| R. Chirita   | 4  | 0  | 2 | 0 |
| K. Diarra    | 14 | 3  | 3 | 0 |
| E. Dindamba  | 21 | 5  | 9 | 1 |
| M. Fasel     | 8  | 0  | 0 | 0 |
| D. Graf      | 0  | 0  | 0 | 0 |
| J. Hofer     | 7  | 0  | 2 | 0 |
| A. Iseni     | 13 | 0  | 2 | 0 |
| L. Marmier   | 15 | 0  | 1 | 0 |
| M. Mason     | 4  | 0  | 0 | 0 |
| S. Mballa    | 3  | 0  | 0 | 0 |
| E. Melo      | 5  | 1  | 0 | 0 |
| Y. Moussa    | 11 | 0  | 1 | 0 |
| N. Ndiaye    | 18 | 6  | 0 | 0 |
| D. Nyangi    | 24 | 11 | 3 | 0 |
| F. Pajaziti  | 6  | 0  | 0 | 0 |
| S. Perler    | 0  | 0  | 0 | 0 |
| K. Pianaro   | 10 | 0  | 4 | 0 |
| F. Piller    | 24 | 1  | 1 | 0 |
| C. Portmann  | 10 | 0  | 1 | 0 |
| D. Ragonesi  | 0  | 0  | 0 | 0 |
| A. Rebronja  | 12 | 2  | 0 | 0 |
| J. Rytz      | 9  | 1  | 3 | 1 |
| Y. Sdiri     | 11 | 0  | 4 | 0 |
| G. Shalaj    | 10 | 4  | 1 | 0 |
| N. Sommer    | 6  | 0  | 0 | 1 |
| K. Stampfli  | 12 | 0  | 0 | 0 |
| F. Suter     | 17 | 0  | 2 | 0 |
| R. Wingeier  | 2  | 0  | 0 | 0 |
| A. Ziegler   | 11 | 0  | 3 | 0 |
| E. Ćorović   | 19 | 2  | 7 | 0 |